# The Rover (Led Zeppelin)
The Rover è un brano musicale rock del gruppo Led Zeppelin, contenuto nell'album Physical Graffiti del 1975.

## Il brano
Il brano, composto a Bron-Yr-Aur da due componenti della band, il chitarrista Jimmy Page ed il cantante Robert Plant, in origine doveva essere folk.
La canzone inizia con un pattern del batterista, mentre la chitarra fa l'ingresso successivamente.

## Cover
- 1995: Dream Theater (A Change of Seasons)
- 1996: Marq Torien (The Songs Remain Remixed: A Tribute to Led Zeppelin)
- 1999: Great White (Great Zeppelin: A Tribute to Led Zeppelin)
- 1999: Van Halen (Goldenwest Ballroom (Live 1976))
- 2002: Primal Fear (The Music Remains the Same: A Tribute to Led Zeppelin)

## Formazione
- Robert Plant - voce
- Jimmy Page - chitarra
- John Paul Jones - basso
- John Bonham - batteria